# Majerje
Majerje falu Horvátországban, Varasd megyében. Közigazgatásilag Petrijanechez tartozik.

## Fekvése
Varasdtól 7 km-re északnyugatra, községközpontjától Petrijanectől délkeletre, vele összeépülve fekszik.

## Története
A települést 1398-ban Cillei Herman birtokai között említik először, Vinica várának tartozékaként. A faluban az uradalom ispánja és az uradalmi tisztségviselők laktak. Később itt laktak a Draskovich és Bombelles grófok vadőrei és mezőrei is, akik a közeli merinói juhtenyészetet ellenőrizték.
1857-ben 355, 1910-ben 539 lakosa volt. 1920-ig Varasd vármegye Varasdi járásához tartozott, majd a Szerb-Horvát Királyság része lett, mely 1929-ben felvette a Jugoszlávia nevet. A Varasdot Ptujjal összekötő 2-es főút melletti település az 1970-es években indult nagyobb fejlődésnek. 1991-óta a független Horvátország része.  2001-ben 779 lakosa volt. Ma lakói nagyrészt a mezőgazdaságban, a fiatalok főként Varasd ipari üzemeiben dolgoznak.

## Nevezetességei
- A falu bejáratánál álló Jézus Szíve-kápolna 1919-ben épült.
- A kápolna közelében álló Szenvedő Krisztus-oszlopot[2] 1858-ban állították. A szobrot egy kőtalapzatra helyezték. Az oszlopon a töviskoronával megkoronázott gondolkodó Krisztus ül, fejét a jobb kezére támasztva. A szobor bádogtető alatt található. Mária alakja az oszlopra van festve. Az oszlop egy időben el volt távolítotva, de mára helyreállították és visszahelyezték a helyére.

## Külső hivatkozások
- Petrijanec község hivatalos oldala